# Die Fremde (film 1931)
Die Fremde è un film del 1931 diretto da Fred Sauer. Il film - girato a Parigi - fu prodotto da Films Jean de la Cour in associazione con Hegewald Film e distribuito da Hegewald Film, uscendo nelle sale tedesche il 5 febbraio 1931.
Dal soggetto di Alexandre Dumas fils vennero tratte tre versioni: una in italiano dal titolo La straniera del 1930, diretto da Gaston Ravel; una francese, con il titolo L'Étrangère, diretta sempre da Ravel, uscita nel 1931; una in tedesco, sempre del 1931, diretta da Fred Sauer, con il titolo Die Fremde, sceneggiata da Gaston Ravel.